# Electric Girl
 (juin 2021).
Si vous disposez d'ouvrages ou d'articles de référence ou si vous connaissez des sites web de qualité traitant du thème abordé ici, merci de compléter l'article en donnant les références utiles à sa vérifiabilité et en les liant à la section « Notes et références ».
Singles de Bedük
Too Shy
(2009) This Fire
(2010)
Pistes de GO
On The Floor Love Tonight
Electric Girl est une chanson de l'artiste, auteur-compositeur et chanteur turc Bedük. Il s'agit du premier single extrait de son cinquième album GO sorti en 2010, mais également le septième de sa carrière ainsi que son septième vidéo-clip accompagnant la chanson. Celle-ci fut interprétée en live lors de plusieurs concerts organisés et notamment lorsque le chanteur fut invité en première partie par la chanteuse pop américaine Katy Perry pour son Hello Katy Tour en 2009. Il s'agit d'une piste très dansante et de style Electro Pop.